# Corinne Cartier
Corinne Cartier (* 1942 als Corinne Brodbeck) ist eine Schweizer Softporno-Darstellerin.
Die Kunststudentin betätigte sich nebenher als Fotomodell. Von Spielfilm-Produzent Karl Spiehs entdeckt, folgte sie seinem Vorschlag, sich Corinne Cartier zu nennen. Sie spielte erfolgreich in den Lisa-Film-Produktionen Griechische Feigen neben Bea Fiedler und in Freude am Fliegen neben Gianni Garko und Michel Jacot. Ihr größter Erfolg wurde der Softporno Hurra, die Schwedinnen sind da, einer Lisa Film-Produktion, in der auch Rosl Mayr und Bea Fiedler mit von der Partie waren.
Nachdem die Sexfilm-Welle eine Flaute erlebte, drehte sie mit Comment passer son permis de conduire und Belles, blondes et bronzées (Zwölf Schwedinnen in Afrika) Softpornos in Frankreich. Dort konnte sie sich kurzzeitig als Schauspielerin etablieren und spielte 1982 in der Klamotte Zwei Profis steigen aus neben Stars wie Jean Rochefort, Victor Lanoux, Barbara Sukowa und Armin Mueller-Stahl die Rolle der Dominique.
Es folgten 1983 kleine Rollen im Belmondo-Actionfilm Der Außenseiter und im Klamaukfilm Charlots connection. Corinne Brodbeck zog sich 1984 trotz weiterer Angebote vom Film zurück.

## Filmografie
- 1977: Freude am Fliegen
- 1977: Griechische Feigen
- 1978: Hurra, die Schwedinnen sind da
- 1980: Comment passer son permis de conduire
- 1980: Ali au pays des mirages
- 1981: Belles, blondes et bronzées
- 1982: Brantôme 81: Vie de dames galantes
- 1983: Zwei Profis steigen aus
- 1983: Der Außenseiter
- 1984: Charlots connection